# Leo McCarey
Leo McCarey (Los Angeles, Kalifornia, 1898. október 3. – Santa Monica, Kalifornia, 1969. július 5.) háromszoros Oscar-díjas amerikai filmrendező, filmproducer, forgatókönyvíró.
Élete során közel 200 film gyártásában működött közre, főleg vígjátékokban. A francia rendező Jean Renoir egyszer azt mondta: „McCarey jobban megértette az embereket, mint a többi hollywoodi rendező.”

## Karrierje
Los Angelesben született 1898-ban. A Dél-Kaliforniai Egyetemen szerzett jogi diplomát, és a filmiparban kezdett el dolgozni rendezőasszisztensként Tod Browning mellett. 1923-ban Hal Roach megbízására forgatókönyveket kezdett írni vígjátéksorozatokhoz, de több rövidfilm rendezőjeként és producereként is közreműködött. McCarey fedezte fel a Stan és Pan párost, megteremtve a filmtörténelem egyik legsikeresebb és legtartósabb komédiai duóját. Igaz csak három rövidfilmjüket rendezett, de sok más produkciójuknak ő írta a forgatókönyvét.
A hangosfilm korszak betörésekor számos filmsztárral dolgozott együtt: Gloria Swanson (Indiszkrét, 1931.), Marx fivérek (Kacsaleves, 1933), Mae West (A kilencvenes évek szépe, 1934). 1938-ban megnyerte az Oscar-díjat legjobb rendezői kategóriában az Irene Dunne és Cary Grant főszereplésével készült a Kár volt hazudni című vígjátékkal. Ez a film adott hatalmas löketet Grant pályafutásának is.
McCarey hívő katolikus volt, akit erősen foglalkoztatták a társadalmi kérdések is. A '40-es években a munkái komolyabbá és konzervatívabbá váltak. 1944-ben rendezte A magam útját járomot, amely egy vállalkozószellemű papról, a fiatal Chuck O’Malley (Bing Crosby) atyáról szólt. A film elhozta második rendezői Oscarját, és a legjobb adaptált forgatókönyvért is kitüntették McCareyt. E filmmel és a Szent Mary harangjaival - amit saját produkciós vállalata gyártott - McCarey 1944. legjobban kereső emberévé vált az Egyesült Államokban.
A Koreai háború után rendezett antikommunista mozija, My Son John (1952) nem lett túl sikeres. Öt évvel később ismét sikerfilmet rendez Félévente randevú címmel, amely a saját 1939-es Szerelmi történetének adaptációja. Szintén sikeres az 1958-as Paul Newman és Joanne Woodward főszereplésével készült vígjáték, a Rally 'Round the Flag, Boys! is. Utolsó filmjét, a vallásos témájú Satan Never Sleepset 1962-ben forgatta.

## Halála
70 évesen hunyt el 1969-ben. A Holy Cross temetőben helyezték örök nyugalomra a kaliforniai Culver Cityben.

## Jelentősebb díjak és jelölések
- Oscar-díj
  - 1945 díj: legjobb rendező - A magam útját járom
  - 1945 díj: legjobb eredeti történet - A magam útját járom
  - 1938 díj: legjobb rendező - Kár volt hazudni
  - 1958 jelölés: legjobb betétdal - Félévente randevú
  - 1953 jelölés: legjobb eredeti történet - My Son John
  - 1946 jelölés: legjobb rendező - Szent Mary harangjai
  - 1941 jelölés: legjobb eredeti történet - Kedvenc feleségem
  - 1940 jelölés: legjobb eredeti történet - Szerelmi történet
- Golden Globe-díj
  - 1945 díj: legjobb rendező - A magam útját járom

## Fontosabb filmjei
- 1957 - Félévente randevú (An Affair to Remember) rendező, producer, forgatókönyvíró
- 1945 - Szent Mary harangjai (The Bells of St. Mary's) rendező, producer, forgatókönyvíró
- 1944 - A magam útját járom (Going My Way) rendező, producer, forgatókönyvíró
- 1940 - Kedvenc feleségem (My Favorite Wife) producer, forgatókönyvíró
- 1939 - Szerelmi történet (Love Affair) rendező, producer
- 1937 - Kár volt hazudni (The Awful Truth) rendező, producer
- 1936 - Tejút (The Milky Way) rendező
- 1934 - A kilencvenes évek szépe (Belle of the Nineties) rendező
- 1933 - Kacsaleves (Duck Soup) rendező
- 1931 - Indiszkrét (Indiscreet) rendező

## Fordítás
- Ez a szócikk részben vagy egészben  a   Leo_McCarey című angol Wikipédia-szócikk fordításán alapul.  Az eredeti cikk szerkesztőit annak laptörténete sorolja fel. Ez a jelzés csupán a megfogalmazás eredetét és a szerzői jogokat jelzi, nem szolgál a cikkben szereplő információk forrásmegjelöléseként.

## További információ
- Leo McCarey a PORT.hu-n (magyarul)
- Leo McCarey az Internetes Szinkronadatbázisban (magyarul)
- Leo McCarey az Internet Movie Database-ben (angolul)
- Leo McCarey a Rotten Tomatoeson (angolul)